# Fenotipo Bombay

Sistema de antígenos Hh - Diagrama mostrando la estructura celular del sistema de antígenos ABO(H)

El fenotipo Bombay es el nombre que recibe un tipo de sangre poco frecuente caracterizado por no presentar ninguno de los antígenos de membrana ni A ni B en los eritrocitos. Esto se debe a que el individuo es homocigoto recesivo para el gen H, por lo que no puede transformar la molécula precursora en la molécula H, que es necesaria luego para ser transformada en antígeno A o B. Es necesario no confundir a esta persona Bombay con una persona de grupo sanguíneo O, ya que esta última a pesar de que no tenga los antígenos A o B, presentara el antígeno H.

## Fenotipos
Se puede llamar fenotipo a todos los rasgos visibles o medibles y en algunos casos modificable en un organismo, los cuales son la resultante de la acción de los genes de este individuo bajo la acción del ambiente donde se den. Los Grupos Sanguíneos son heredados de nuestros padres, ya sea desde las clasificación ABO o factor Rh. Dentro de la Clasificación ABO, donde cada una de estas letras determina el grupo sanguíneo que se posee, debido a que los genes de tipo A y B  codifican para unas glucoproteínas, que serán antígenos en las membranas de los eritrocitos y por medio de la presencia de este antígeno, se clasifica la sangre como A o B; o la ausencia del antígeno en el caso del grupo sanguíneo O, cuyos genes son denominados i (recesivo).
En la Herencia de los Grupos sanguíneos de tipo ABO, los grupos A y B son codominantes (véase codominancia), y el Grupo O es gen recesivo ante los dos anteriores. Es decir, un individuo con genotipo AB sería de grupo AB; mientras que un individuo con genotipo BO sería de grupo B. Lo mismo sucede en la herencia de factor Rh, donde Rh+ es dominante sobre Rh-.
Los grupos A, B y AB se caracterizan por la presencia, en la superficie de las células rojas de la sangre, de antígenos particulares. Estos antígenos se generan por la unión entre una molécula H y un azúcar complejo, que se forma por medio de enzimas A o B. Cuando estas enzimas están ausentes, como en el caso del grupo O, la mera presencia de la molécula H no es suficiente para generar el antígeno.

## Descripción
El gen del grupo sanguíneo Bombay se encuentra en el cromosoma 19. La razón de la falta de precursor de H es un defecto genético. La producción de la molécula H se regula mediante un par de alelos cuyos genes, por lo general, se codifican solamente como gen H (capacidad de producir tal molécula) y gen h (incapacidad de producirla). El gen H es dominante, por lo que un individuo con genotipo Hh no tendrá fenotipo Bombay. Si una persona tiene el genotipo hh, no producirá la molécula H y, por lo tanto, tampoco los antígenos característicos de los grupos A, B y AB (esto indistintamente de los alelos presentes en el par de genes que caracteriza a los grupos sanguíneos estándar). Por tanto, este es un caso de epistasis, ya que para que se dé la expresión de los genes de los antígenos A y B es necesario que el gen H se exprese. Es por esta razón que en la prueba estándar estas personas están en el grupo O, y el fenotipo se indica generalmente como Bombay Oh.
Al no tener la molécula H, los individuos portadores de un fenotipo que produzca anticuerpos frente a H sólo pueden recibir donaciones de sangre de otras personas Oh. Esto puede ser un gran problema en el caso de un accidente, dado que este grupo es extremadamente raro. Afortunadamente, el hecho de que h sea un gen recesivo hace que el grupo Bombay se encuentre generalmente en familias o comunidades pequeñas donde se puede encontrar a otros individuos del mismo grupo.

## Estadísticas
La frecuencia de portadores de rasgos anti-H-positivo del tipo Bombay es de 1:300.000. En algunas partes de la India se observó una frecuencia de 1:7.600. En este caso, se observó un alto nivel de consanguinidad entre los padres del fenotipo Bombay. 

## Detección
El paciente que recibe sangre que contenga un antígeno que jamás haya estado en su propia sangre tiene una reacción inmune. Por lo tanto, los individuos con el fenotipo Bombay pueden donar sangre a cualquier miembro del sistema ABO (a menos que otro factor de la sangre como el Rh sea incompatible), pero no pueden recibir sangre de ningún miembro del sistema ABO (cuya sangre contiene uno o más antígenos A, B y H). Sólo pueden recibir sangre de individuos con el fenotipo Bombay.
Los antígenos son moléculas que el sistema inmunológico puede reconocer como extrañas y marcarlas para su destrucción. Las moléculas en sí pueden tener largos y complicados nombres científicos, por lo que a los antígenos se les da nombres cortos. A veces, los antígenos son simplemente denominados como letras para distinguirlos de otras moléculas, lo que puede dar lugar a diferentes antígenos que tienen el mismo nombre. Este es el caso para el antígeno H, que puede referirse al antígeno sanguíneo de un ser humano o a un antígeno bacteriano.
El antígeno H humano forma parte del sistema sanguíneo ABO. Este tipo de sangre separa a las personas en los grupos A, B, AB u O, dependiendo del tipo de antígeno que la persona tenga en la superficie de las células rojas de la sangre (eritrocitos). Alguien con un tipo de sangre que solo tenga antígeno A en los glóbulos rojos será del grupo A, mientras que no produce antígeno A ni B es del grupo O (o cero, "0").

## Tipificación
El antígeno H es una molécula que está presente en los glóbulos rojos humanos. Se trata de una molécula a partir de la cual se forman los antígenos A y B. El antígeno A,se produce por una enzima que añade una molécula de N-acetil galactosamina en el antígeno H, mientras que el antígeno B se produce por una enzima que añade una D-galactosa en el antígeno H.
Las personas con tipo de sangre O no producen antígenos A ni B. Por lo tanto, los antígenos H presentes en la superficie de los glóbulos rojos permanecen inalterados. Así sucede con la mayoría de personas del tipo O.
Las pruebas habituales para el sistema ABO los hace parecer miembros de ese grupo, pero las incompatibilidades relacionadas con los cruzamientos pueden mostrar falsos "O". Por ejemplo, un padre y una madre, ambos con sangre supuestamente de tipo "O", tienen un niño con sangre tipo "A", lo que muestra que uno de los padres o ambos tienen al menos el antígeno "A". Otros exámenes de laboratorio más específicos pueden confirmar el fenómeno.
A este extraño fenotipo sanguíneo se le conoce como "fenotipo Bombay" por haber sido el fenómeno descubierto en esa ciudad en 1952 por Y.M. Bhende, y también debido a la alta incidencia en la región. Otro nombre para describirlo es "falso O", ya que los alelos responsables de la producción de antígenos "A" o "B" no tienen relación con los responsables de la producción de enzima H.